# Chu Shong-tin
Chu Shong-tin (徐尚田, Tsui Seung Tin) (1933, província de Guangdong - 2014) va ser un artista marcial xinès.
Després d'anar-se a Hong Kong el 1949, va començar a entrenar l'art marcial Wing Chun del mestre Ip Man el gener de 1951. Entre molts estudiants de Ip Man, Chu Shong-tin és conegut com el rei de Siu Nim Tao, la primera forma de Wing Chun. Jim Fung i Suzanna Ho van ser alumnes seus.